# Cầu John Paul II, Puławy
 Cầu John Paul II (Cầu Pulawy mới) là cây cầu vòm bắc qua sông Vistula ở Puławy, Ba Lan.
Với nhịp vòm chính là 212 mét, đây là cây cầu vòm dài nhất ở Ba Lan. Cây cầu bao gồm hai vòm thép đối xứng cao 38,27 mét (125,6 ft) trên nhịp. Sàn rộng 21,76 mét (71,4 ft) được treo từ các vòm với 112 thanh thép.
Cây cầu được đặt theo tên của Giáo hoàng John Paul II và được hoàn thành vào ngày 11 tháng 7 năm 2008 
Cây cầu được xây dựng trong giai đoạn đầu tiên của đường tránh Puławy (dài 12,7 km) là một phần của Đường cao tốc S12 (Ba Lan) trong tương lai dẫn tới biên giới Ba Lan với Ukraine.
Quỹ phát triển khu vực châu Âu đã góp phần tài trợ cho việc xây dựng cây cầu.